# Guiniella
Guiniella là một chi nhện trong họ Micropholcommatidae.